# 陸軍治罪法
陸軍治罪法（りくぐんちざいほう）は、廃止された日本の法律。大日本帝国時代に大日本帝国陸軍の軍人を主な対象に施行された軍法の一つである。

## 概要
1883年（明治16年）に太政官布告として設置された（明治16年8月4日太政官第24号布告）。
1888年（明治21年）には法律として全部改正され（明治21年10月2日法律第2号）、「陸軍治罪法執行規則（明治21年陸達第204号）」が追加された。
1890年に刑事手続法の一般法である治罪法に替わり刑事訴訟法（明治23年法律第96号）が制定され、また1908年に陸軍刑法（明治41年4月10日法律第46号）が制定されたことから、刑訴法に習って訴訟手続を改正すべきとの法曹界からの意見を受け、1921年（大正10年）に「陸軍軍法会議法」（大正10年4月26日法律第85号）が設置され、これに伴い1922年（大正11年）4月に廃止。

## 構成（1883年）
- 第一章　総則
- 第二章　軍法会議ノ構成
- 第三章　軍法会議ノ権限
- 第四章　陸軍検察
- 第五章　審問
- 第六章　判決

## 構成（1888年）
- 第一章　総則
- 第二章　軍法会議ノ構成
- 第三章　軍法会議ノ権限
- 第四章　陸軍検察
- 第五章　審問
- 第六章　判決
- 第七章　再審
- 第八章　復権
- 第九章　特赦